# Crystalised
Crystalised è un singolo del gruppo musicale britannico The xx, pubblicato nel 2009 ed estratto dall'album xx.

## Tracce
- Download digitale

1. Crystalised – 3:21